# Florești, Prahova
Floresti là một xã thuộc hạt Prahova, România. Dân số thời điểm năm 2002 là 7631 người.